# Husí kůže

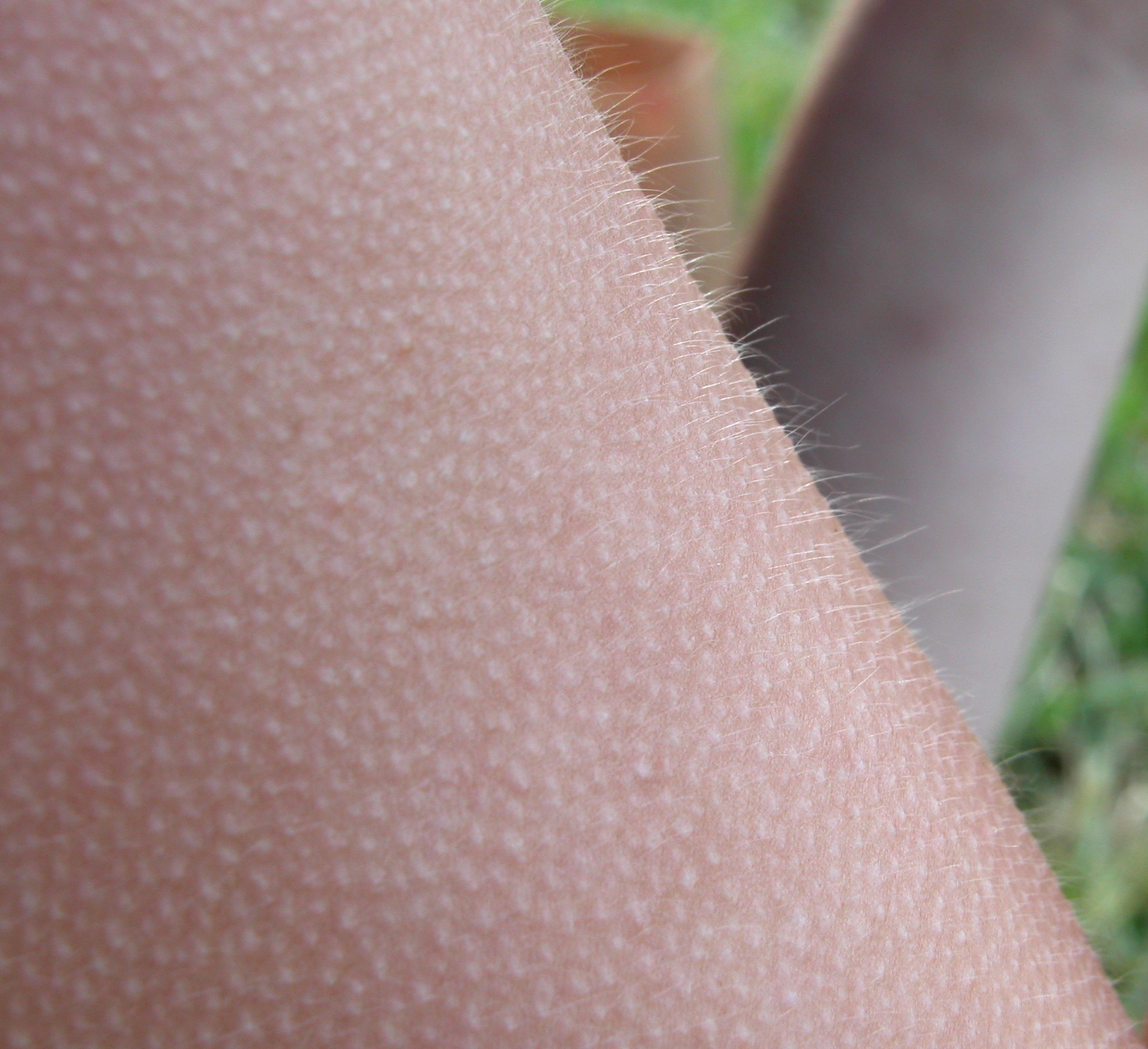
Husí kůže na lidské ruce

Piloerekce nebo též lidově husí kůže (latinsky cutis anserina) je fyziologickou reakcí těla, při které dochází k napřímení vlasu pilomotorickými svaly, zpravidla způsobovanou vnějšími podněty, jakými mohou být například chlad či silný nával emocí.
K piloerekci dochází v případě ohrožení i u zvířat. Ta se naježením srsti, při kterém vypadají opticky větší, snaží zastrašit protivníka.